# Consistórios de Inocêncio XII

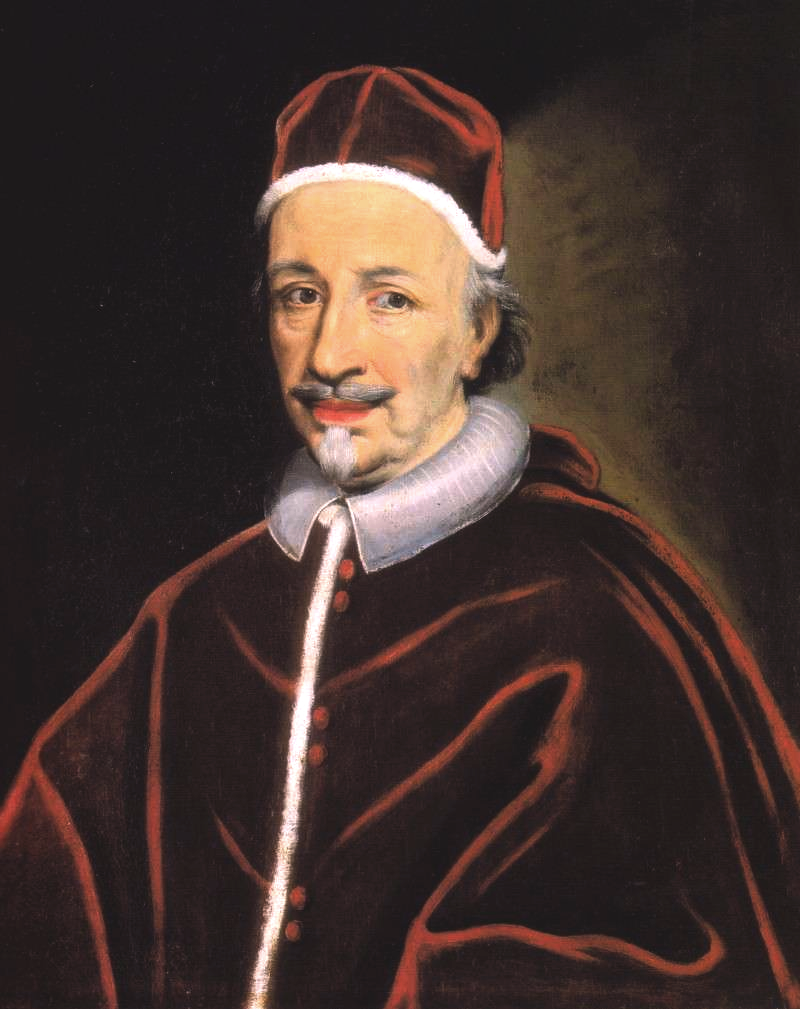
Papa Inocêncio XII

O Papa Inocêncio XII ,(1691–1700) criou 30 cardeais em 4 consistórios .

## 12 de dezembro de 1695
Inocente nomeou doze cardeais em seu primeiro consistório e reservou os nomes de mais dois em pectore .
1. Sebastiano Antonio Tanara
2. Gioacomo Boncompagni
3. Giovanni Giacomo Cavallerini
4. Federico Caccia
5. Taddeo Luigi dal Verme
6. Tommaso Maria Ferrari, O.P.
7. Giuseppe Sacripante
8. Celestino Sfondrati, O.S.B.
9. Enrico Noris, O.S.A.
10. Giambattista Spinola, Jr
11. Domenico Tarugi
12. Henrique Alberto de La Grange d'Arquien

### in pectore
1. Gioacomo Antonio Morigia, B. (publicado em 19 de dezembro de 1698)
2. Baldassare Cenci, Sr., (publicado em 11 de novembro de 1697)

## 22 de julho de 1697
1. Luiz de Sousa
2. Giorgio Cornaro
3. Pierre-Armand du Cambout de Coislin
4. Alfonso Aguilar Fernández de Córdoba
5. Vincenzo Grimani

### in pectore
1. Fabrizio Paolucci, (publicado em 19 de dezembro de 1698)

## 11 de novembro de 1697

### RevelaçãoIn pecture
1. Baldassare Cenci, Sr., (in pectore 12 de dezembro de 1695)

## 19 de dezembro de 1698

### RevelaçãoIn pecture
1. Gioacomo Antonio Morigia, (in pectore 12 de dezembro de 1695)
2. Fabrizio Paolucci, (in pectore 11 de novembro de 1697)

## 14 de novembro de 1699
1. Niccolò Radulovich
2. Giuseppe Archinto
3. Andrea Santacroce
4. Marcello d'Aste
5. Daniello Marco Delfino
6. Giovanni Maria Gabrielli, O.Cist.

### in pectore
1. Sperello Sperelli, (publicado em 24 de novembro de 1699)
2. 2 Cardeais nunca publicados

## 24 de novembro de 1699

### RevelaçãoIn pecture
1. Sperello Sperelli, (in pectore 14 de novembro de 1699)

## 21 de junho de 1700
1. Louis Antoine de Noailles
2. Johann Philipp von Lamberg
3. Francisco Antonio de Borja-Centelles y Ponce de Léon

## Nota
- Biographical Dictionary of the Cardinals of the Holy Roman Church